# Saint-Gobert
Saint-Gobert település Franciaországban, Aisne megyében. Lakosainak száma 285 fő (2022. január 1.). Saint-Gobert Franqueville, Gercy, Gronard, Houry, Lugny, Rougeries, Saint-Pierre-lès-Franqueville és Voharies községekkel határos.

## Népesség
A település népessége az elmúlt években az alábbi módon változott:
| Lakosok száma | 394  | 338  | 312  | 306  | 285  | 266  | 267  | 279  | 280  | 285  |
|               | 1968 | 1982 | 1990 | 2006 | 2013 | 2015 | 2017 | 2019 | 2020 | 2022 |